# Vía navegable de los Grandes Lagos

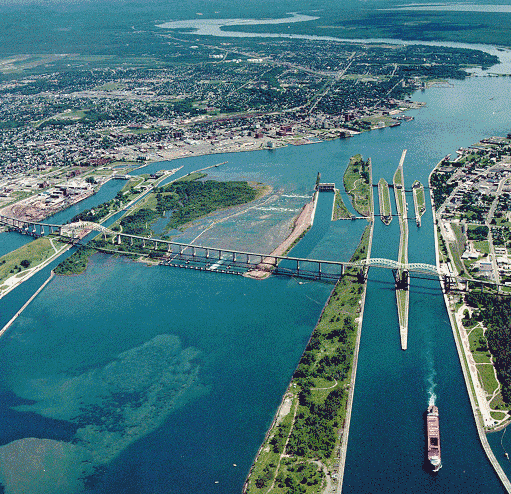
Las esclusas Soo entre el lago Superior y el río St. Marys

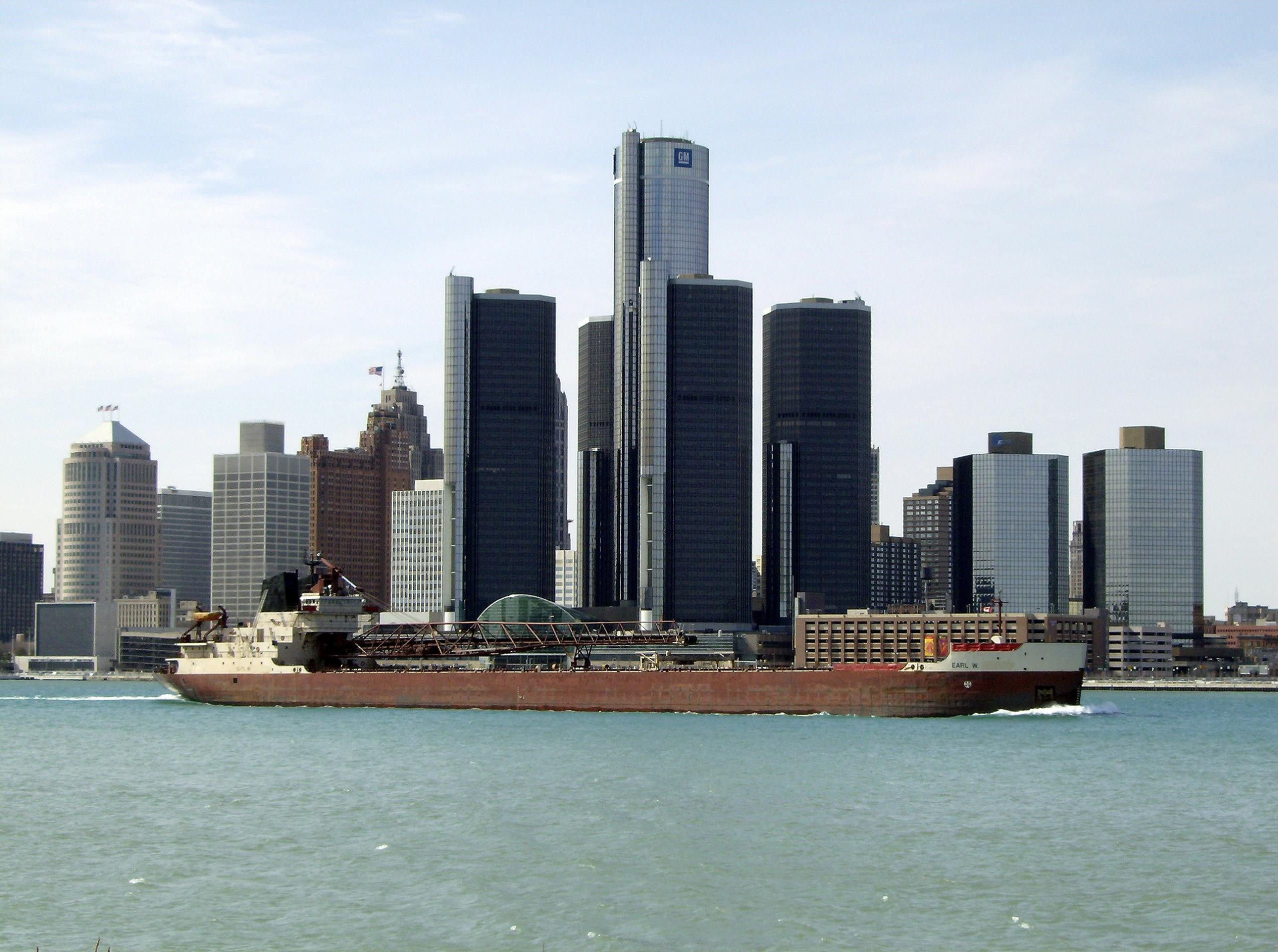
Un moderno carguero (laker), Earl W. (ahora Manitowoc), pasa frente al Renaissance Center en Detroit

La vía navegable de los Grandes Lagos o hidrovía de los Grandes Lagos (en inglés, Great Lakes Waterway; en francés: Voies navigables des Grands Lacs) es un sistema de canales que hace que todos los Grandes Lagos sean accesibles para los buques oceánicos. Sus principales componentes de ingeniería civil son el canal Welland —que sortea las cataratas del Niágara entre el lago Ontario  y el lago Erie— y las esclusas Soo —que logran esquivar los rápidos del río St. Marys entre el lago Superior y el lago  Hurón, en Sault Sainte Marie. Otros canales están en servicio en el río St. Clair y el río Detroit, entre el lago Hurón y el lago Erie. Un rompehielos del servicio de Guardacostas de los Estados Unidos ayuda a mantener el paso abierto durante gran parte del invierno, aunque por lo general el tráfico fluvial cesa de 2 a 3 meses cada año.
La hidrovía de los Grandes Lagos se complementa con la «vía marítima del San Lorenzo» (Saint Lawrence Seaway) que hace que el río San Lorenzo sea navegable desde Montreal  a la ciudad de Kingston. Las dos hidrovías son a menudo denominadas conjuntamente simplemente como «vía marítima de San Lorenzo». La «vía marítima de los Grandes Lagos» (Great Lakes Seaway) tiene esclusas más grandes y profundas que la «vía marítima del San Lorenzo» con el resultado de que una serie de cargueros del lago (Lake freighters o Lakers) están confinados en los lagos, siendo lo suficientemente pequeños como para operar en la hidrovía, pero demasiado grandes para pasar por la vía marítima.
La hidrovía de los Grandes Lagos es co-administrada por Canadá y los Estados Unidos.